# Wihlah Setie
Wihlah Setie is een bestuurslaag in het regentschap Aceh Tengah van de provincie Atjeh, Indonesië. Wihlah Setie telt 169 inwoners (volkstelling 2010).